# Unione Sportiva Fascista Salernitana 1934-1935
Questa pagina raccoglie i dati riguardanti la Unione Sportiva Fascista Salernitana nelle competizioni ufficiali della stagione 1934-1935.

## Stagione
Enrico Chiari, il presidente, decide di tentare nuovamente l'approdo alla Serie B, e la Salernitana 1934-35 guidata dall'ungherese Imre Schoffer e in seguito da Attilio Buratti si classificherà nuovamente quarta, dietro Palmese, Juventus Trapani, e Nissena.
Il 24 ottobre del 1934 avviene l'inaugurazione ufficiale dello Stadio Littorio di Salerno, anche se già veniva utilizzato da tre anni dalla Salernitana per le sue gare interne.
Silvio Brioschi, veterano della squadra, al termine della stagione lascia i campani, dopo aver realizzato 141 presenze ufficiali.

## Divise
La Salernitana dal 1929 al 1943 adotterà nuovamente come colore sociale il bianco-celeste, ma in alcune gare giocherà con la maglia interamente celeste.
| Manica sinistra · Manica sinistra · Maglietta · Maglietta · Manica destra · Manica destra · Pantaloncini · Calzettoni | Manica sinistra · Maglietta · Maglietta · Manica destra · Pantaloncini · Calzettoni |

## Organigramma societario
Fonte
Area direttiva
- Presidente: Enrico Chiari
- Segretario: Donato Lo Storto

Area tecnica
- Allenatore: Imre Schoffer, dal 21/01/1935 Attilio Buratti

Area sanitaria
- Massaggiatore: Angelo Carmando

## Rosa
Fonte
| N. |                   | Ruolo | Calciatore        |
| -- | ----------------- | ----- | ----------------- |
|    | Italia (bandiera) | P     | Edoardo Asprella  |
|    | Italia (bandiera) | P     | Vincenzo Pagano   |
|    | Italia (bandiera) | P     | Alfonso Ricciardi |
|    | Italia (bandiera) | D     | Carmine Milite    |
|    | Italia (bandiera) | D     | Mario Parrocchia  |
|    | Italia (bandiera) | D     | Giuseppe Scarpa   |
|    | Italia (bandiera) | D     | Romeo Talenti     |
|    | Italia (bandiera) | D     | Emilio Zafferi    |
|    | Italia (bandiera) | C     | Luigi Bergamini   |
|    | Italia (bandiera) | C     | Silvio Brioschi   |
|    | Italia (bandiera) | C     | Menotti Bugna     |
|    | Italia (bandiera) | C     | Luigi Codari      |
|    | Italia (bandiera) | C     | Alberico Fedele   |
|    | Italia (bandiera) | C     | Landi             |

| N. |                   | Ruolo | Calciatore         |
| -- | ----------------- | ----- | ------------------ |
|    | Italia (bandiera) | C     | Luigi Maiolino     |
|    | Italia (bandiera) | C     | Luigi Mancini      |
|    | Italia (bandiera) | C     | Ezio Morselli      |
|    | Italia (bandiera) | C     | Ermanno Orlando    |
|    | Italia (bandiera) | C     | Ernesto Zambianchi |
|    | Italia (bandiera) | C     | Aventino Zamboni   |
|    | Italia (bandiera) | C     | Luigi Zanon        |
|    | Italia (bandiera) | A     | Alfonso Carella    |
|    | Italia (bandiera) | A     | Franco De Ruschi   |
|    | Italia (bandiera) | A     | Silvio Finotto     |
|    | Italia (bandiera) | A     | Angelo Persico     |
|    | Italia (bandiera) | A     | Giovanni Pilato    |
|    | Italia (bandiera) | A     | Pietro Rossi       |
|    | Italia (bandiera) | A     | Vincenzo Salzano   |

## Risultati

### Prima Divisione

#### Girone di andata
| Salerno 7 ottobre 1934 1ª giornata                          | Salernitana | 2 – 0 referto | Reggina | Campo Littorio |
| \| \| \| \| \| Finotto 42’ Bergamini 66’ \| Marcatori \| \| |             |               |         |                |
|                                                             |             |               |         |                |
| Finotto 42’ Bergamini 66’                                   | Marcatori   |               |         |                |

| Caltanissetta 14 ottobre 1934 2ª giornata   | Nissena   | 0 – 1 referto | Salernitana | Stadio Dux |
| \| \| \| \| \| \| Marcatori \| 15’ Bugna \| |           |               |             |            |
|                                             |           |               |             |            |
|                                             | Marcatori | 15’ Bugna     |             |            |

| Salerno 21 ottobre 1934 3ª giornata | Salernitana | 0 – 0 referto | Palmese | Campo Littorio |

| Benevento 4 novembre 1934 4ª giornata                            | Littorio Benevento | 3 – 0 referto | Salernitana |  |
| \| \| \| \| \| Tessitore 33’, 39’ Santoro 43’ \| Marcatori \| \| |                    |               |             |  |
|                                                                  |                    |               |             |  |
| Tessitore 33’, 39’ Santoro 43’                                   | Marcatori          |               |             |  |

| Bagnoli 18 novembre 1934 5ª giornata                    | Bagnolese | 1 – 1 referto | Salernitana | Campo ILVA |
| \| \| \| \| \| Paone 55’ \| Marcatori \| 77’ Carella \| |           |               |             |            |
|                                                         |           |               |             |            |
| Paone 55’                                               | Marcatori | 77’ Carella   |             |            |

| Arbitro: | Giovannoni |

|                          |           |               |
| Carella 21’ Brioschi 67’ | Marcatori | 8’, 60’ Rossi |

| Potenza 2 dicembre 1934 7ª giornata                  | SC Lucano | 0 – 2 referto      | Salernitana | Campo Littorio |
| \| \| \| \| \| \| Marcatori \| 21’, 60’ Bergamini \| |           |                    |             |                |
|                                                      |           |                    |             |                |
|                                                      | Marcatori | 21’, 60’ Bergamini |             |                |

| Salerno 16 dicembre 1934 8ª giornata | Salernitana | 0 – 0 referto | Cosenza | Campo Littorio |

| Termini Imerese 23 dicembre 1934 9ª giornata                              | Termini   | 1 – 2 referto                 | Salernitana |  |
| \| \| \| \| \| Lingua 4’ \| Marcatori \| 15’ (rig.) Finotto 35’ Pilato \| |           |                               |             |  |
|                                                                           |           |                               |             |  |
| Lingua 4’                                                                 | Marcatori | 15’ (rig.) Finotto 35’ Pilato |             |  |

| Salerno 13 gennaio 1935 10ª giornata                                                              | Salernitana | 4 – 1 referto      | Juventus Trapani | Campo Littorio |
| \| \| \| \| \| Orlando 7’ Bergamini 15’, 74’ Zambianchi 76’ \| Marcatori \| 50’ (rig.) Pulzone \| |             |                    |                  |                |
|                                                                                                   |             |                    |                  |                |
| Orlando 7’ Bergamini 15’, 74’ Zambianchi 76’                                                      | Marcatori   | 50’ (rig.) Pulzone |                  |                |

| Salerno 20 gennaio 1935 11ª giornata | Salernitana | 0 – 0 referto | Siracusa | Campo Littorio |

| Alcamo 27 gennaio 1935 12ª giornata           | Alcamo    | 1 – 0 referto | Salernitana |  |
| \| \| \| \| \| Azzetti 88’ \| Marcatori \| \| |           |               |             |  |
|                                               |           |               |             |  |
| Azzetti 88’                                   | Marcatori |               |             |  |

#### Girone di ritorno
| Reggio Calabria 24 marzo 1935 13ª giornata                           | Reggina   | 1 – 1 Rinviata referto | Salernitana | Stadio Michele Bianchi |
| \| \| \| \| \| Passalacqua 76’ (rig.) \| Marcatori \| 87’ Finotto \| |           |                        |             |                        |
|                                                                      |           |                        |             |                        |
| Passalacqua 76’ (rig.)                                               | Marcatori | 87’ Finotto            |             |                        |

| Salerno 3 marzo 1935 14ª giornata               | Salernitana | 1 – 0 referto | Nissena | Campo Littorio |
| \| \| \| \| \| Bergamini 26’ \| Marcatori \| \| |             |               |         |                |
|                                                 |             |               |         |                |
| Bergamini 26’                                   | Marcatori   |               |         |                |

| Palmi 10 marzo 1935 15ª giornata                                               | Palmese   | 3 – 1 referto | Salernitana | Campo Sportivo del Littorio |
| \| \| \| \| \| Surra 21’ Azzani 32’ Destino 73’ \| Marcatori \| 83’ Carella \| |           |               |             |                             |
|                                                                                |           |               |             |                             |
| Surra 21’ Azzani 32’ Destino 73’                                               | Marcatori | 83’ Carella   |             |                             |

| Salerno 17 marzo 1935 16ª giornata                                      | Salernitana | 2 – 1 referto | Littorio Benevento | Campo Littorio |
| \| \| \| \| \| Finotto 25’ Carella 57’ \| Marcatori \| 68’ Tessitore \| |             |               |                    |                |
|                                                                         |             |               |                    |                |
| Finotto 25’ Carella 57’                                                 | Marcatori   | 68’ Tessitore |                    |                |

| Salerno 31 marzo 1935 17ª giornata                        | Salernitana | 1 – 1 referto | Bagnolese | Campo Littorio |
| \| \| \| \| \| Morselli 43’ \| Marcatori \| 11’ Sacchi \| |             |               |           |                |
|                                                           |             |               |           |                |
| Morselli 43’                                              | Marcatori   | 11’ Sacchi    |           |                |

| Arbitro: | Bevilacqua (Viareggio) |

|                          |           |                    |
| Rossi II 37’ Tricoli 82’ | Marcatori | 90’ (aut.) Rossi I |

| Salerno 14 aprile 1935 19ª giornata                                | Salernitana | 3 – 0 referto | SC Lucano | Campo Littorio |
| \| \| \| \| \| Zanon 4’ Carella 53’ Finotto 80’ \| Marcatori \| \| |             |               |           |                |
|                                                                    |             |               |           |                |
| Zanon 4’ Carella 53’ Finotto 80’                                   | Marcatori   |               |           |                |

| Cosenza 21 aprile 1935 20ª giornata                       | Cosenza   | 1 – 1 referto | Salernitana |  |
| \| \| \| \| \| Romano 19’ \| Marcatori \| 84’ Morselli \| |           |               |             |  |
|                                                           |           |               |             |  |
| Romano 19’                                                | Marcatori | 84’ Morselli  |             |  |

| Salerno 28 aprile 1935 21ª giornata                      | Salernitana | 2 – 0 referto | Termini | Campo Littorio |
| \| \| \| \| \| Zanon 36’ Maiolino 84’ \| Marcatori \| \| |             |               |         |                |
|                                                          |             |               |         |                |
| Zanon 36’ Maiolino 84’                                   | Marcatori   |               |         |                |

| Trapani 12 maggio 1935 22ª giornata                                              | Juventus Trapani | 3 – 1 referto  | Salernitana |  |
| \| \| \| \| \| Fallaia 9’ Cini 21’ Benente 53’ \| Marcatori \| 76’ Zambianchi \| |                  |                |             |  |
|                                                                                  |                  |                |             |  |
| Fallaia 9’ Cini 21’ Benente 53’                                                  | Marcatori        | 76’ Zambianchi |             |  |

| Siracusa 19 maggio 1935 23ª giornata | Siracusa | – Non disputata referto | Salernitana |  |

| Salerno 26 maggio 1935 24ª giornata                       | Salernitana | 2 – 0 referto | Alcamo | Campo Littorio |
| \| \| \| \| \| Finotto 13’ Carella 79’ \| Marcatori \| \| |             |               |        |                |
|                                                           |             |               |        |                |
| Finotto 13’ Carella 79’                                   | Marcatori   |               |        |                |

## Statistiche

### Statistiche di squadra
| Competizione    | Punti | In casa | In casa | In casa | In casa | In casa | In casa | In trasferta | In trasferta | In trasferta | In trasferta | In trasferta | In trasferta | Totale | Totale | Totale | Totale | Totale | Totale | DR |
| Competizione    | Punti | G       | V       | N       | P       | Gf      | Gs      | G            | V            | N            | P            | Gf           | Gs           | G      | V      | N      | P      | Gf     | Gs     | DR |
| --------------- | ----- | ------- | ------- | ------- | ------- | ------- | ------- | ------------ | ------------ | ------------ | ------------ | ------------ | ------------ | ------ | ------ | ------ | ------ | ------ | ------ | -- |
| Prima Divisione | 28    | 12      | 7       | 5       | 0       | 19      | 5       | 11           | 3            | 3            | 5            | 11           | 16           | 23     | 10     | 8      | 5      | 30     | 21     | +9 |

### Andamento in campionato
| Giornata  | 1 | 2 | 3 | 4 | 5 | 6 | 7 | 8 | 9 | 10 | 11 | 12 | 13 | 14 | 15 | 16 | 17 | 18 | 19 | 20 | 21 | 22 | 23 | 24 |
| --------- | - | - | - | - | - | - | - | - | - | -- | -- | -- | -- | -- | -- | -- | -- | -- | -- | -- | -- | -- | -- | -- |
| Luogo     | C | T | C | T | T | C | T | C | T | C  | C  | T  | T  | C  | T  | C  | C  | T  | C  | T  | C  | T  | T  | C  |
| Risultato | V | V | N | P | N | N | V | N | V | V  | N  | P  | N  | V  | P  | V  | N  | P  | V  | N  | V  | P  | -  | V  |

Legenda:

Luogo: C = Casa; T = Trasferta. Risultato: V = Vittoria; N = Pareggio; P = Sconfitta.

### Statistiche dei giocatori
Fonte
| Giocatore     | Prima Divisione | Prima Divisione | Prima Divisione | Prima Divisione |
| Giocatore     | Presenze        | Reti            | Ammonizioni     | Espulsioni      |
| ------------- | --------------- | --------------- | --------------- | --------------- |
| E. Asprella   | 0               | -0              | 0               | 0               |
| L. Bergamini  | 22              | 6               | ?               | ?               |
| S. Brioschi   | 19              | 1               | ?               | ?               |
| M. Bugna      | 16              | 1               | ?               | ?               |
| A. Carella    | 17              | 6               | ?               | ?               |
| L. Codari     | 5               | 0               | ?               | ?               |
| F. De Ruschi  | 0               | 0               | 0               | 0               |
| A. Fedele     | 0               | 0               | 0               | 0               |
| S. Finotto    | 23              | 6               | ?               | ?               |
| Landi         | 2               | 0               | ?               | ?               |
| L. Maiolino   | 4               | 1               | ?               | ?               |
| L. Mancini    | 0               | 0               | 0               | 0               |
| C. Milite     | 14              | 0               | ?               | ?               |
| E. Morselli   | 23              | 2               | ?               | ?               |
| E. Orlando    | 7               | 1               | ?               | ?               |
| V. Pagano     | 0               | -0              | 0               | 0               |
| M. Parrocchia | 0               | 0               | 0               | 0               |
| N. Persico    | 1               | 0               | ?               | ?               |
| G. Pilato     | 4               | 1               | ?               | ?               |
| A. Ricciardi  | 23              | -21             | ?               | ?               |
| P. Rossi      | 9               | 0               | ?               | ?               |
| V. Salzano    | 2               | 0               | ?               | ?               |
| G. Scarpa     | 7               | 0               | ?               | ?               |
| R. Talenti    | 0               | 0               | 0               | 0               |
| E. Zafferi    | 12              | 0               | ?               | ?               |
| E. Zambianchi | 13              | 2               | ?               | ?               |
| A. Zamboni    | 19              | 0               | ?               | ?               |
| L. Zanon      | 11              | 2               | ?               | ?               |